# Vanitas
Vanitas (lat. 'taština' ili 'praznina') je motiv u umjetnosti i književnosti, osmišljen kako bi podsjećao na prolaznost života, s kršćanskim tonovima. Motive je moguće naći u mrtvoj prirodi i beletristici. Motivi vanitasa imaju za cilj ukazati na prazninu zemaljskog života, i pozvati na razmišljanje o preostalim vrijednostima, za razliku od carpe diema.
Riječ "vanitas" potječe iz Starog zavjeta iz knjige Propovjednik (1:2), koja počinje na latinskom : Vanitas vanitatum omnia vanitas, "Ispraznost nad ispraznošću".
U okvirima umjetnosti vanitas se često simbolizira s lubanjom, kao npr. slika Vanitas Pietera Claeszoona, ali se također može predstaviti i alegorično u obliku nečega što je umrlo ili se privremeno ugasilo, npr. lampa, sat, ili uvenuo cvijet. Danse Macabre je vrsta vanitasa. U beletristici se vanitas predstavlja s više simbola, kao u Shakespeareovom Hamletu, ali također može biti i moralna pouka u priči, kao u romanu Sajam taštine Williama Thackeraya. Robert Schumann je svoje djelo Op. 103, nazvao Vanitas vanitatum. S humorom.

## Galerija
- Nicolas Régnier, Alegorija o prolaznosti
- Paul Cezanne, Piramida lubanja
- Pieter Claeszoon, Vanitas, stileben
- Juan Valdez Leal, Finis gloriae mundi
- Philippe de Champaigne, Mrtva priroda s lubanjom